# ETR 500

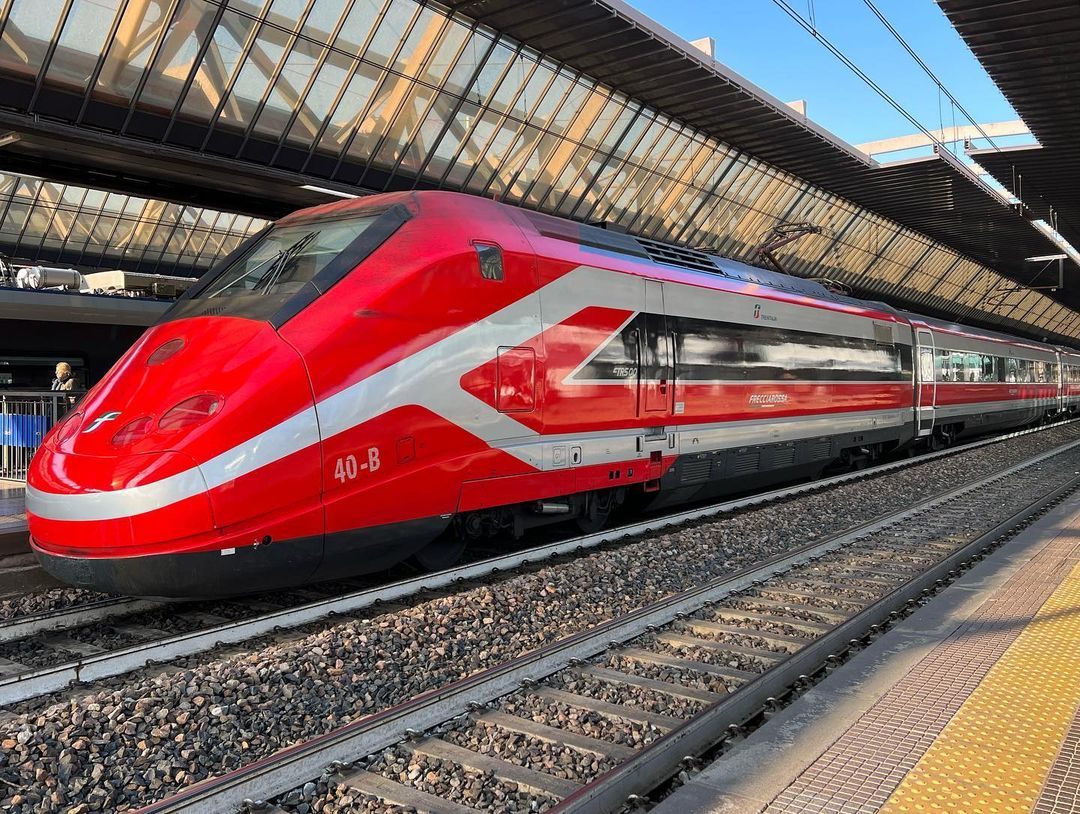
Un tren ETR 500.

El ETR 500 es el primer tren de alta velocidad con centro de gravedad no pendulante construido en Italia. El proyecto nace en la década de 1980 y “ve la luz” en la década de 1990 con la producción en serie y su utilización por parte de Trenitalia.

## Generalidades
Fue desarrollado y construido por el consorcio TREVI (TREni Veloci Italiani / Trenes Veloces Italianos) constituido como “Unión Transitoria de Empresas” por Ansaldo, Breda, ABB Tecnomasio, Fiat Ferroviaria y Firema.
La fase de proyecto de este tren estuvo rodeada de escándalos vinculados a la llamada Tangentopoli.
Este tren no posee centro de gravedad pendulante como los “Pendolinos” ya que la red de alta velocidad (TAV) en uso y en construcción no tiene curvas con radios reducidos. Asimismo como la red de alta velocidad italiana discurre gran parte en túnel, los ETR 500 tienen un perfil aerodinámico para minimizar el cambio de presión al entrar a los mismos. Disponen de un total de 671 plazas.

## Actualidad

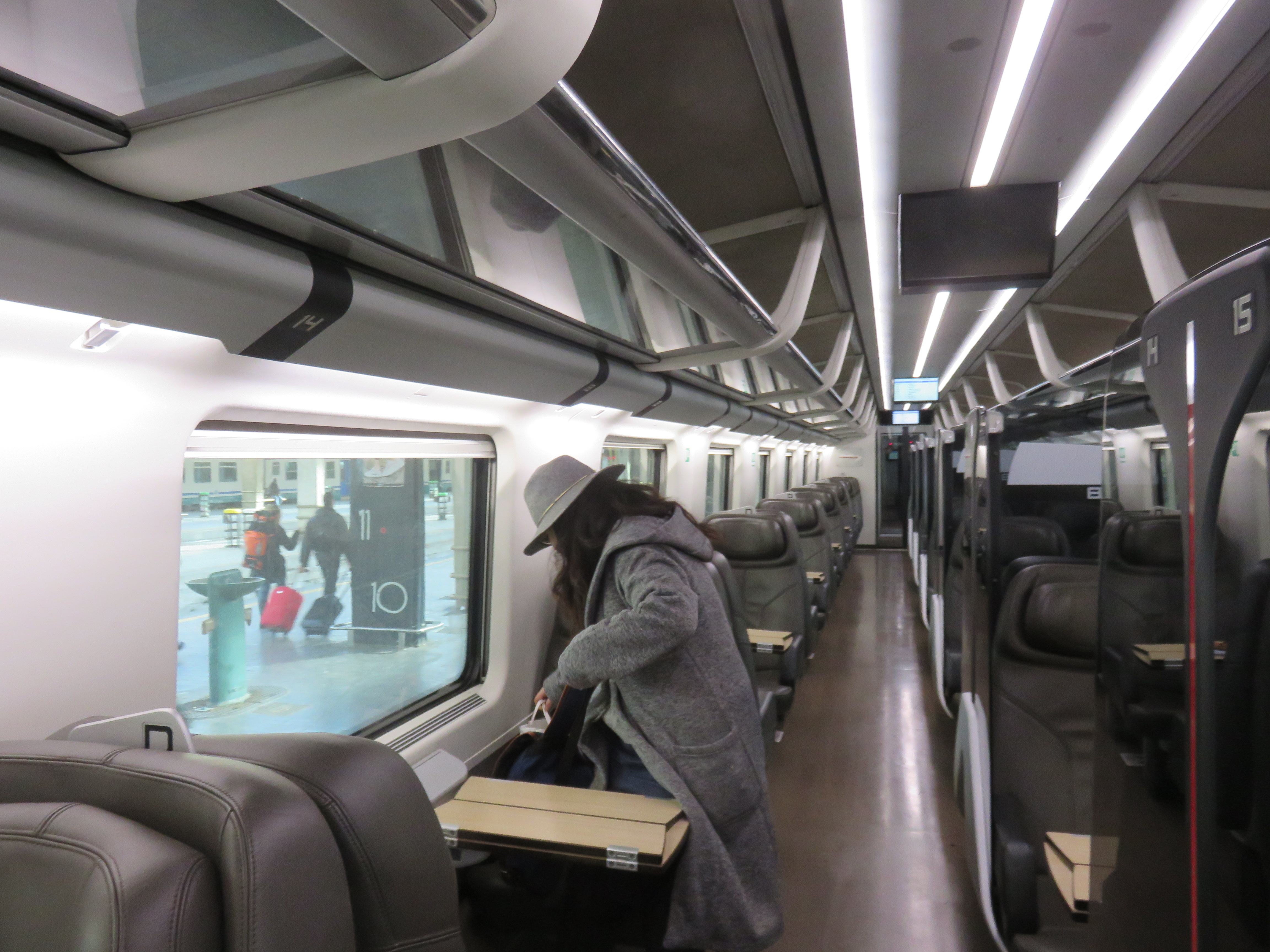
Interior Business Class.

Actualmente en Italia hay en servicio 57 formaciones ETR 500 capaces de superar los 300 km/h. Son utilizados en los servicios que comercialmente se denominan Frecciarossa.
Las formaciones más recientemente construidas son politensión, capaces de circular en líneas de alta velocidad de 25 kV en corriente alterna y en líneas tradicionales de 3 kV en corriente continua.
Un ETR 500 posee el actual récord de velocidad ferroviario italiano y el récord mundial de velocidad en el túnel con más de 362 km/h logrado con el tren ETR 500-Y1 "Frecciarossa" durante las pruebas de la nueva línea Bolonia-Florencia el 3 de febrero de 2009.
Gracias a las nuevas líneas de alta velocidad en construcción (Milán-Venecia) y ya operativas (Turín-Milán, Milán-Bolonia, Bolonia-Florencia
y Roma-Nápoles) los trenes ETR 500 podrán desarrollar toda su capacidad.